# Winkler (cráter)

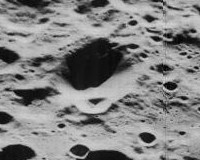
Imagen oblicua de la misión Lunar Orbiter 5, mirando al oeste

Winkler es un pequeño cráter de impacto perteneciente a la cara oculta de la Luna. Se localiza alrededor de un diámetro  de distancia al sur-sureste de Dunér.
|  |

Este elemento configura una depresión circular en forma de copa sobre la superficie. Un pequeño y relativamente reciente cráter atraviesa el borde oriental de Winkler.

## Cráteres satélite
Por convención estos elementos son identificados en los mapas lunares poniendo la letra en el lado del punto medio del cráter que está más cercano a Winkler.
|         | \| Winkler \| Coordenadas \| Diámetro \| \| ------- \| ------------------------------- \| -------- \| \| A \| 43°48′N 178°24′O / 43.8, -178.4 \| 14 km \| \| E \| 42°42′N 177°06′O / 42.7, -177.1 \| 18 km \| \| L \| 40°00′N 178°24′O / 40.0, -178.4 \| 31 km \| |          |
| Winkler | Coordenadas | Diámetro |
| A       | 43°48′N 178°24′O / 43.8, -178.4 | 14 km    |
| E       | 42°42′N 177°06′O / 42.7, -177.1 | 18 km    |
| L       | 40°00′N 178°24′O / 40.0, -178.4 | 31 km    |